# Maria Elisabetha Lämmerhirt
Maria Elisabetha Lämmerhirt (Erfurt, 24 février 1644 - Eisenach, 1er mai 1694) est essentiellement connue comme la mère de Jean-Sébastien Bach.
Elle était la fille de Valentin Lämmerhirt (ou Lemmerhirt), fourreur et cocher à Erfurt. Le 8 avril 1668, elle épousa son ami d'enfance, Johann Ambrosius Bach. Le jeune couple quitta Erfurt en 1671 et s'établit à Eisenach, où est né en 1685 Jean-Sébastien Bach, leur huitième (et dernier) enfant.
Deux autres de ses fils ont été musiciens : Johann Christoph (1671-1721) et Johann Jacob (1682-1722). Lorsqu'elle mourut, Jean-Sébastien n'avait que neuf ans, et son mari devait mourir plus tard dans l'année, peu de temps après s'être remarié.
Sa demi-sœur Martha Dorothea est la mère du musicien, compositeur et lexicographe Johann Gottfried Walther, cousin et ami de Johann Sebastian.